# Rob Cohen

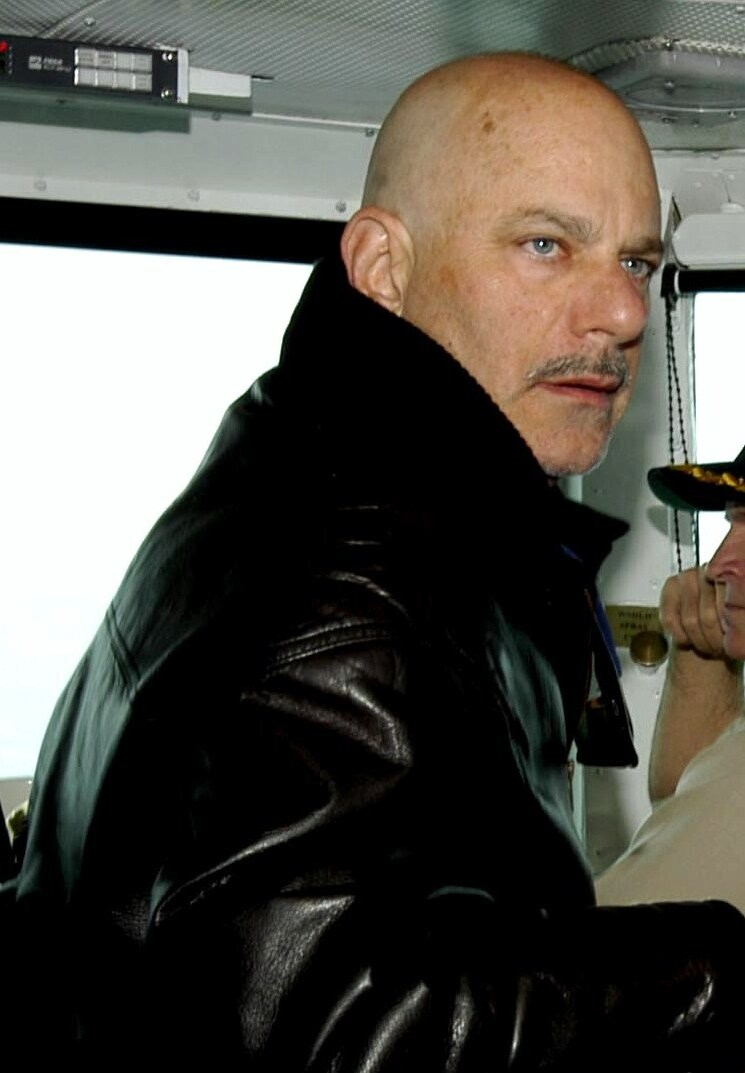
Rob Cohen (2004)

Rob Cohen (* 12. März 1949 in Cornwall, New York) ist ein US-amerikanischer Regisseur und Filmproduzent.

## Leben
Rob Cohen studierte Anthropologie an der Harvard University und arbeitete während des Studiums an Fernsehproduktionen mit. 1978 kam es zur Gründung seiner eigenen Produktionsfirma. So produzierte er u. a. Die Hexen von Eastwick. Sein Debüt als Regisseur gab er 1980 mit dem Film Unter guten Freunden. Er wirkte auch an einigen Fernsehserien mit, so u. a. an Miami Vice. 1993 kehrte er mit Dragon – Die Bruce Lee Story zurück ins Kino und dreht seit dem zahlreiche, erfolgreiche Filme. Einer der bekanntesten ist xXx – Triple X mit Vin Diesel in der Hauptrolle. In vielen seiner Filme hat er kurze Auftritte. Nebenher schrieb er auch einige Drehbücher, so u. a. für den Horrorfilm Das Ritual – Im Bann des Bösen aus dem Jahr 2001.
Am 7. August 2008 kam mit Die Mumie: Das Grabmal des Drachenkaisers eine Fortsetzung von Die Mumie kehrt zurück in die deutschen Kinos. Im Jahr 2012 folgte mit Alex Cross eine Verfilmung basierend auf den Romanen des Autors James Patterson. 2015 erschien der Thriller The Boy Next Door mit Jennifer Lopez in der Hauptrolle.

## Filmografie (Auswahl)

### Als Regisseur
- 1980: Unter guten Freunden (A Small Circle of Friends)
- 1993: Dragon – Die Bruce Lee Story (Dragon: The Bruce Lee Story)
- 1996: Dragonheart
- 1996: Daylight
- 1998: The Rat Pack (Fernsehfilm)
- 2000: The Skulls – Alle Macht der Welt (The Skulls)
- 2001: The Fast and the Furious
- 2002: xXx – Triple X (xXx)
- 2002: Rammstein – Feuer frei! (Musikvideo)
- 2005: Stealth – Unter dem Radar (Stealth)
- 2008: Die Mumie: Das Grabmal des Drachenkaisers (The Mummy: Tomb of the Dragon Emperor)
- 2012: Alex Cross
- 2015: The Boy Next Door
- 2018: The Hurricane Heist

### Als Produzent
- 1975: Mahagoni (Mahogany)
- 1978: The Wiz – Das zauberhafte Land (The Wiz)
- 1978: Gottseidank, es ist Freitag (Thank God It's Friday)
- 1985: Zeit der Vergeltung (The Legend of Billie Jean)
- 1990: Ein Vogel auf dem Drahtseil (Bird on a Wire)
- 1991: Auf die harte Tour (The Hard Way)
- 2005: xXx 2 – The Next Level (xXx: State of the Union)

### Als Drehbuchautor
- 2004: The Last Ride